# Nick Jonas and the Administration
Nick Jonas and the Administration är ett band som bildades som ett sidoprojekt. Bandet inkluderar sångaren, gitarristen och låtskrivaren Nick Jonas från Jonas Brothers, basisten John Fields, trummisen Michael Bland, keyboardisten Tommy Barbarella och gitarristen Sonny Thompson. Gruppens namn är uppkallat efter Nick Jonas intresse för politik.

## Gruppens bildande
| ”                                   | Jag hade skrivit fem eller sex låtar som var i mitt hjärta, saker som bara rann ur mig med detta nya och spännande ljud. De var inte nödvändigtvis rätt för Jonas Brothers, men jag trodde de skulle vara perfekt för något annat. | „ |
| – Nick Jonas om hur bandet bildades | |   |

Bandet offentliggjordes på Jonas Brothers MySpace-sida den 28 oktober 2009, där de angav att det bara var ett "sidoprojekt", och att detta inte innebar slutet på Jonas Brothers. Bandets debutalbum Who I Am släpptes den 2 februari 2010 över hela världen.

## Diskografi

### Studioalbum
| År   | Albumdetaljer                           | Topplacering | Topplacering | Topplacering | Topplacering | Topplacering |
| År   | Albumdetaljer                           | USA          | IRL          | UK           | NL           |              |
| ---- | --------------------------------------- | ------------ | ------------ | ------------ | ------------ | ------------ |
| 2010 | Who I Am - Skivbolag: Hollywood Records | 3            | 37           | 50           | 27           |              |

### Singlar
| År   | Singel     | Topplacering      | Topplacering      | Album    |
| År   | Singel     | Billboard Hot 100 | Heatseekers Songs | Album    |
| ---- | ---------- | ----------------- | ----------------- | -------- |
| 2009 | "Who I Am" | 73                | 4                 | Who I Am |
| 2010 | "Stay"     | -                 | -                 |          |